# Xanthomonadaceae
Xanthomonadaceae es una familia de gammaproteobacterias incluida en su propio orden.
Dentro de este grupo se incluye la especie Xanthomonas campestris, de vital importancia para la producción industrial del exopolisacárido xantano, así como la especie Stenotrophomonas maltophilia